# Polysynthetischer Sprachbau
In polysynthetischen Sprachen wird ein Satz oder Satzteil gebildet, indem ein zentrales lexikalisches Morphem (meist das Verb) mit einer Vielzahl gebundener Morpheme (Affixe) kombiniert wird. Mehrere lexikalische und grammatische Elemente werden dadurch zu einem komplexen Wort verbunden, das im Extremfall einem ganzen Satz in Sprachen anderer Typen entsprechen kann.
Unter polysynthetischem Sprachbau wurde früher auch der inkorporierende oder einverleibende Sprachbau verstanden. Dieser ist das zentrale Merkmal amerikanischer Sprachen im Sinne der Sprachtypologie von Wilhelm von Humboldt und August Wilhelm Schlegel.

## Grammatische Merkmale
Typischerweise haben polysynthetische Sprachen eine große Anzahl an gebundenen Morphemen. Insbesondere haben sie eine sehr hohe Anzahl von Morphemen pro Wort (hoher Synthesegrad), z. B. Yupik:
```
tuntussuqatarniksaitengqiggtuq

tuntu   -ssur  -qatar -ni    -ksaite -ngqiggte -uq

Rentier -jagen -FUT   -sagen -NEG    -nochmal  -3SG.IND
„Er hat nicht nochmal gesagt, dass er Rentiere jagen geht.“
```

Außer dem Morphem tuntu „Rentier“, kann hier keines der anderen Morpheme isoliert stehen. Insbesondere -ssur- ist hier nicht das Verbum „jagen“, sondern ein denominales Wortbildungselement mit der Bedeutung „N jagen“.
Viele polysynthetische Sprachen markieren zudem obligatorisch die zentralen Aktanten pronominal am Verb (Polypersonalität).
Andere Sprachen erlauben auch die Inkorporation eines Nomens in den Verbalkomplex, wie etwa in dem bei Humboldt gegebenen Beispiel aus dem klassischen Aztekischen:
```
 
ninacacua

 
ni-    naca   -cua

 1sSUBJ-Fleisch-essen
 „Ich esse Fleisch“ (im Sinne von „Ich bin Fleischesser“)
```

Ein weiteres Beispiel aus der athapaskischen Sprache Koyukon:
```
 
kk'oaɬts'eeyhyee'oyh

 
kk'o- aɬts'eeyh- y-          ee-        'oyh

 umher Wind       es (OBJEKT) 
IMPERFEKTIV
 
einen kompakten Gegenstand bewegen

 „Der Wind weht es herum.“
```

Hier ist im Gegensatz zum Yupik-Beispiel 'oyh ein finites Verb mit der Bedeutung „einen kompakten Gegenstand bewegen“ und aɬts'eeyh „Wind“ steht für das Agens der Handlung.

## Herkunft des Begriffs
Der Begriff ‚polysynthetisch‘ wurde 1819 von Peter Stephen Du Ponceau (1760–1844) zur Beschreibung amerikanischer Sprachen geprägt, die eine Vielzahl von „Ideen“ in wenigen Wörtern vereinigen. Da „Ideen“ hier die europäischen Vorstellungen zum allgemeingültigen Maßstab erhebt, von dem in anderen Kulturen „abgewichen“ wird, handelt es sich in diesem Stadium der vergleichenden Sprachforschung um eine noch eurozentristische Perspektive auf fremde Sprachen.
Wilhelm von Humboldt spricht in Über die Verschiedenheit des menschlichen Sprachbaus und ihren Einfluss auf die geistige Entwicklung des Menschengeschlechts (1836) hingegen von einverleibenden Sprachen und nennt dafür zwei Beispielsätze aus dem klassischen Aztekischen, die die Nominalinkorporation eines direkten Objekts demonstrieren.
Die Ausdrücke synthetisch und polysynthetisch wurden als Gegensatzpaar erstmals 1921 von Edward Sapir verwendet.

## Polysynthese und Inkorporation
Die Begriffe Polysynthese und Inkorporation werden heute oft fälschlicherweise synonym gebraucht.
Die Verwirrung beruht darauf, dass Humboldt  den Begriff einverleibend benutzte (im Englische als incorporating wiedergegeben) und dafür zur Illustration lediglich zwei Beispielsätze verwendete, die Nominalinkorporation und demgegenüber die Verwendung eines gebundenen Objektpronomens demonstrieren:
- niccua in nacatl (ni-c-cua in naca-tl 1sSUBJ-3sOBJ-essen ART Fleisch-NOM) „Ich esse das Fleisch.“
- ninacacua (ni-naca-cua 1sSUBJ-Fleisch-essen) „Ich esse Fleisch.“ (d. h. „ich bin Fleischesser“)

Da er die Beispiele nicht kommentierte, wurde in der Rezeption nicht klar, was genau Humboldt mit Einverleibung meinte: dasjenige Phänomen, das heute oft Polysynthese genannt wird, die Nominalinkorporation, oder die Verwendung eines gebundenen Objektpronomens.
Inkorporation bezeichnet heute nur noch die Nominalinkorporation, die auf keinen Fall mit Polysynthese selbst zu identifizieren ist.

## Welche Sprachen sind polysynthetisch?
Nominalinkorporation findet sich vor allem in Nordamerika. Bis auf die Penuti-Sprachen Kaliforniens sind alle indigenen nordamerikanischen Sprachen inkorporierend. Nominalinkorporation kommt aber auch in anderen Gebieten vor, z. B. in Sibirien im Fall der tschuktschischen und niwchischen Sprache oder in Papua-Neuguinea, z. B. Yimas.
Polysynthese ohne Nominalinkorporation findet sich hingegen in den Eskimo-Sprachen.
Ein weiteres Gebiet mit polysynthetischen Sprachen ohne Nominalinkorporation ist der nordwestliche Kaukasus, repräsentiert durch nordwestkaukasische Sprachen wie z. B. die abchasische Sprache.

### Der Synthese-Index
Einen Versuch, polysynthetische Sprachen gegenüber agglutinierenden Sprachen abzugrenzen, stellt der Synthese-Index dar.
Polysynthetische Sprachen zeichnen sich durch besonders lange Wörter aus bzw. durch Wörter, in denen eine Vielzahl semantischer und syntaktischer Relationen durch gebundene Morpheme kodiert sind. Man kann also die Wortlänge zum Beispiel definieren als die durchschnittliche Zahl von Morphen oder Morphemen pro Wort. Anhand dieses Kriteriums kann man Sprachen miteinander vergleichen. Greenberg wählte als Kriterium für seinen Synthese-Index (degree of synthesis or gross complexity of the word) die Zahl der Morpheme (M) dividiert durch die Zahl der Wörter (W) eines Textes oder Textausschnittes. Der Synthesegrad ist dann S = M/W.
Die folgende Tabelle gibt die Werte dieses Index für 31 Sprachen an, so wie sie von Georgi Georgijewitsch Silnizki veröffentlicht wurden. Die Sprachen wurden nach abnehmenden Werten M/W geordnet. Am Anfang der Tabelle stehen also die stärker polysynthetischen, am Ende die stärker analytischen Sprachen.
| Sprache        | Synthesegrad | Sprache       | Synthesegrad |
| -------------- | ------------ | ------------- | ------------ |
| Arabisch       | 3.14         | Urdu          | 1.68         |
| Japanisch      | 2.71         | Tadschikisch  | 1.67         |
| Telugu         | 2.61         | Persisch      | 1.67         |
| Sanskrit       | 2.60         | Deutsch       | 1.57         |
| Swahili        | 2.51         | Chinesisch    | 1.56         |
| Tschuktschisch | 2.33         | Französisch   | 1.54         |
| Koreanisch     | 2.31         | Indonesisch   | 1.50         |
| Türkisch       | 2.15         | Khmer         | 1.50         |
| Russisch       | 2.11         | Thai          | 1.46         |
| Mongolisch     | 2.10         | Vietnamesisch | 1.46         |
| Mari           | 2.02         | Tagalog       | 1.42         |
| Jiddisch       | 2.00         | Tangutisch    | 1.32         |
| Mandschurisch  | 1.85         | Englisch      | 1.30         |
| Tibetisch      | 1.75         | Altchinesisch | 1.26         |
| Burmesisch     | 1.73         | Maninka       | 1.16         |
| Hindi          | 1.70         |               |              |

Beim Arabischen zählt er Wortformen auf Basis eines Wurzelkonsonanten als unterschiedliche Morpheme, was umstritten ist. Einen noch wesentlich höheren Wert nennt Greenberg mit S = 3.72 für Eskimo. Maninka, eine afrikanische Sprache, steht am anderen Ende als besonders analytische Sprache; stark analytisch ist auch Englisch.
Deutsch zeigt in dieser Tabelle ebenfalls keinen besonders hohen Wert, der eine komplexe Wortstruktur anzeigen würde. Hierbei spielt die Auswahl der untersuchten Texte eine große Rolle: Horne gibt für Neuhochdeutsch S = 1.58 für die Lyrik an, für Prosa S = 1.71. Für drei wissenschaftliche Texte nennt Greenberg als Werte des Synthese-Index 1.90, 1.92 und 2.11, letzteren Wert für einen philosophischen Text. Je nach Stil/Textsorte fällt der Synthesewert zumindest für das Deutsche also sehr unterschiedlich aus.